# Antonio de Piniés y Lasierra
Antonio de Piniés y Lasierra (Altorricón, 6 de marzo de 1818 - Serrallo, 25 de noviembre de 1859) fue un noble y militar español del siglo XIX.

## Biografía
Antonio nació en Altorricón en 1818, hijo de Francisco de Piniés y Mola y doña Josefa Lasierra Puch. Su padre era miembro de una familia noble originaria de Espierba, en el Sobrarbe aragonés, que en el siglo previo se había extendido a otras localidades más al sur y que habían tenido el rango de carlanes de Gistalí en Barbaruéns mientras que su madre era originaria de la más cercana localidad de Tamarite.
Antonio era el segundo hijo del matrimonio por lo que emprendió una carrera militar. A los dieciocho años se alistó en el ejército durante la primera guerra carlista, combatiendo en el bando liberal. Durante esa guerra civil combatió en el frente cerca de su hogar en el Cinca y el Alto Aragón. Alcanzó el rango del teniente y participó posteriormente en operaciones más significativas como el Sitio de Alcañiz (1837-1838), donde por cuya actuación recibió la cruz laureada de San Fernando, máxima condecoración militar española. Posteriormente, participó en el sitio de Montalbán (1838) y la acción de Miravete, así como en el combate de Cortes (1839), la batalla de Segura (1839) y la toma del castillo de Aliaga (1840).
Tras la guerra se mantuvo en la milicia y tuvo diversos destinos antes de volver a Huesca. Durante los alzamientos que expulsaron del poder a Espartero en 1843 tomó parte en las acciones en Zaragoza y Barcelona, siendo ascendido a capitán y recibiendo el mando de valles en la frontera pirenaica. El distrito era visto como importante en el periodo, dado su carácter fronterizo y la existencia de bandolerismo y contrabando en la zona de montaña. Fue así el gobernador de Benasque, en la Ribagorza vecina a sus orígenes familiares en 1844 y de los valles de Hecho y Ansó en 1846. Durante la segunda guerra carlista (1846-1848) participó de nuevo en combates en Cretas, Maella, Mazaleón y Caspe, por los que volvió a ser condecorado con la cruz laureada de San Fernando.
Tras esa segunda guerra tomó parte en la expedición española a los Estados Pontificios de 1849 para restaurar al papa tras su derrocamiento por la República Romana. En reconocimiento a esta participación recibió el título pontificio de patricio de Narni.
En 1851 se casó con María Teresa Sánchez Muñoz y Baciero, de la nobleza valenciana, con la que tuvo cuatro hijos. Su suegro era barón de la Linde y su suegra hija del barón de Petrés. Esta unión llevaría a que sus descendientes terminaran heredando, después de la muerte de sus suegros y del propio Antonio, la baronía de la Linde. La familia en la que emparentaba eran también señores de Santa María de Belsué, en la provincia de Huesca cerca de los orígenes de Antonio, y su nuevo cuñado Enrique Sánchez-Muñoz y Vañero sería un influyente político en Aragón.
Piniés tuvo de nuevo varios destinos en España, destacando su colaboración en el sofocamiento del alzamiento de Hore (1854) al que Piniés se enfrentó en una asonada en Zaragoza desbaratando su pronunciamiento y causando la muerte de Hore. Sin embargo, posteriormente tuvo lugar la Revolución española de 1854, de similar ideología, que dio comienzo al Bienio Progresista, durante el cual la carrera de Piniés se estancó. Piniés participó en los intento iniciales de enfrentarse a los levantamientos en Madrid tras la Vicalvarada, tras lo que se trasladó a Málaga donde se negó a sumarse al levantamiento de esta localidad, refugiándose en el castillo. Fue ascendido a teniente coronel tras la restauración del régimen conservador en 1856, en premio a su papel en Málaga.
Recibió posteriormente el mando del Batallón de Cazadores de Madrid durante la guerra de África (1859), en la que falleció durante la batalla de Serrallo. Un monumento en Ceuta recuerda su participación en dicho conflicto.